# Perjéssy-Horváth Barnabás
Perjéssy-Horváth Barnabás, született Horváth Barnabás Dávid (Miskolc, 1965. július 19. –) magyar író, szerkesztő, újságíró.

## Élete
Írói nevét 2005 óta használja. Édesapja Horváth Barna borsod-gömöri református esperes, édesanyja Horváth Barnáné Perjéssy Márta lelkész, testvére dr. Horváth Ádám ügyvéd, anyai nagyapja Perjéssy László református lelkipásztor.
Általános iskolai tanulmányait Igriciben (1971–75), illetve Sajószentpéteren (1975–79) végezte, ezt követően a miskolci Herman Ottó Gimnáziumba járt egy évig (1979–80). Ez után került a Debreceni Református Kollégium Gimnáziumába, ahol 1980 és 1984 között tanult.
Egyetemi tanulmányait a Debreceni Egyetem magyar-történelem szakán végezte.
A gimnáziumi évek alatt a Debreceni Református Kollégium Kántusában énekelt.
1988-ban az egyetemen néhány évfolyamtársával Calandra néven progresszív rockzenekart alakítottak. Erről szól a Határsáv című dokumentumregénye, amelyben a rendszerváltás kori Debrecen zenei, egyetemi és klubélete elevenedik meg.
Újságírói működését a Sajtószem című kötet (2015) foglalja össze, amelyben a bibliográfiája is található.
2011-ben a Magyar Írószövetség, 2015-ben pedig a MISZJE tagja lett.
A Debreceni Református Kollégium Baráti Köre 2024. május 25-én Perjéssy-Horváth Barnabásnak ítélte a Kollégium által a rendszerváltozás után alapított, bölcsészeknek és teológusoknak adható Szenci Molnár Albert-díjat.

## Művei
- Határsáv. A debreceni Calandra zenekar és kora. Dokumentumregény. A borítót Kötél Kinga grafikus tervezte, kiadta Horváth Barnabás Dávid, Budapest, 2017. 507, [3] p. ISBN 978-963-12-7795-1
- Sajtószem. [Újságcikkek, rádiós anyagok, bibliográfia.] A borítót Antal Pál Munkácsy-díjas grafikus tervezte, kiadta Horváth Barnabás Dávid, Budapest, 2015. 295 p. ISBN 978-963-12-1367-6
- Blue irományai. [Válogatott írások.] A borítót Antal Pál Munkácsy-díjas grafikus tervezte, Kairosz, Budapest, 2006. 277 p. ISBN 963-9642-34-7
- Kollégium blues. Regény. A borítót Stefanovits Péter Munkácsy-díjas grafikus tervezte, Kairosz, Budapest, 2005. 403 oldal. ISBN 963-9568-99-6
- Pavlov kutyái. [Abszurd dráma.] Bemutató: Kölcsey Ferenc Művelődési Központ Bábszínháza, Debrecen, 1989.[13] Rendezte: Jámbor József. Az előadás országos arany oklevelet kapott a felnőtt amatőr színjátszók versenyén.[14]
- Szekértábor. [Iskoladráma.] Bemutató: Debreceni Református Kollégium, 1984.[15] Rendezte: Győri János
- Árkádiában éltem én is! [Iskoladráma.] Bemutató: Debreceni Református Kollégium, 1984.[16] Rendezte: Győri János

## Munkái
- Horváth Barna: A. B. F. R. A. Temetési és emlékbeszédek, nekrológok. Borító: Határ Attila, tördelés: Balikó Nándor, s. a. r. és kiad. Horváth Barnabás Dávid, Budapest, 2024. (Horváth Barna életműsorozata, 25.) 298, [2] p. ISBN 978-615-81662-6-3.
- Kovács Eszter: A régi magyarországi énekköltészet biblikus cseh nyelvű nyomtatott emlékei a kezdetektől 1701-ig. (Tanulmány és szövegkiadás magyar fordítással). Szakmai lektorok: P. Vásárhelyi Judit, Mészáros Andor, nyelvi lektor: Marta Pató, felelős kiadó: Mészáros Andor, Demeter Szilárd, szöveggondozás: Horváth Barnabás Dávid, tördelés és borítóterv: Szélesi Szaffi, kiadta a Szent Adalbert Közép- és Kelet-Európa Kutatásokért Alapítvány és a Magyar Nemzeti Múzeum Közgyűjteményi Központ Országos Széchényi Könyvtár, Budapest–Esztergom, 2024. 347 p. ISBN 978-963-200-739-7.
- Bárány Zsófia: „Lelke mélyén szabad röptű szellem”. Lonovics József, egy magyar főpap a reformok világában. Lektorálta: Soós István, nyomdai előkészítés: HUN-REN BTK Történettudományi Intézet, Tudományos Információs Osztály, vezető: Kovács Éva, olvasószerkesztő: Horváth Barnabás Dávid, képszerkesztő: Kocsis Gabriella, borító és tördelés: Zsigmondné Balázs Ildikó, felelős kiadó: Balogh Balázs főigazgató (HUN-REN BTK), Rózsa Dávid főigazgató (OSZK), Molnár Antal igazgató (HUN-REN BTK TTI), kiadja a HUN-REN Bölcsészettudományi Kutatóközpont Történettudományi Intézet és az Országos Széchényi Könyvtár, Budapest, 2024. 296 p. ISBN 978-963-416-420-3. ISSN 2063-3742.
- Bánfi Szilvia: A bécsi császári udvar és János Zsigmond erdélyi fejedelem nyomdásza. A tragikus sorsú Raphael Hoffhalter nyomdai vállalkozásai Közép-Európában (1556–1568). Felelős kiadó: Rózsa Dávid főigazgató (OSZK), szakmai lektorok: V. Ecsedy Judit és P. Vásárhelyi Judit, nyelvi lektor: Perjéssy-Horváth Barnabás, ford. Hutai Zsófia, a borítót és a kötetet tervezte és tördelte Vincze Judit, kiadja az Országos Széchényi Könyvtár, Budapest, 2023. 496 p. ISBN 978-963-200-727-4.
- Zsille Ákos: Fokozódó üzenet. Versek. Szerk. Modor Bálint – Perjéssy-Horváth Barnabás, terv., utószó Janig Péter, ill., törd. Gregor Droste, magánkiadás, Bp., 2023. 85, [2] p. ISBN 978-615-01-8317-6.
- Horváth Barna: A szabadság őrlángjai. Ünnepi beszédek, alkalmi igehirdetések, köszöntők, hozzászólások. Borító: Határ Attila, tördelés: Balikó Nándor, s. a. r. és kiad. Horváth Barnabás Dávid, Budapest, 2022. (Horváth Barna életműsorozata, 24.) 205 p. ISBN 978-615-81662-5-6.
- Szülőfalunk, Gönyű története a kezdetektől 1945-ig. Szerk. Bárány Krisztián, a kéziratot gondozta Horváth Barnabás – Póla Gergely, kiad. Gönyű Község Önkormányzata, Budapest–Gönyű, 2022. 199 p. ISBN 978-615-01-6555-4.
- Nebojszki László: Közép-bácskai települések néprajzi-helyrajzi leírása 1859–60-ból. Fel. kiad. Láng András, Rózsa Dávid, szerk. Tóth Magdaléna, közrem. Deák Eszter, Dede Franciska, Horváth Barnabás Dávid (kontrollszerk.), Mann Jolán, Mayer János, Oláh Krisztina, Pető Gábor, Rákóczi Katalin, Vízkelety András, Argumentum, Országos Széchényi Könyvtár, Budapest, 2022. 930, [1] p. ISBN 978-963-446-826-4.
- Arrabona, Jaurinum, Giavarino, Raab, Győr. Egy város emlékezete metszeteken és képeken. Szerk. Fazekas István, kiadói szerk. Dede Franciska, a szöveget gondozta Horváth Barnabás Dávid, törd., képfeldolgozás Vincze Judit, Győri Egyházmegye, Országos Széchényi Könyvtár, Győr–Budapest, 2021. 149, [2] p. ISBN 978-963-200-719-9.
- Zsille Ákos: Lélekfotográfiák. Versek. Szerk. Perjéssy-Horváth Barnabás, tervezte Gregor Droste (Münster), előszó Janig Péter (Ungvár), ajánlószöveg Modor Bálint, magánkiadás, Budapest, 2021. 85, [2] p. ISBN 978-615-01-2396-7.
- Horváth Barna: Esperesi jelentések. A Borsod-Gömöri Református Egyházmegye élete évről évre (1989–2002). Borító: Határ Attila, tördelés: Balikó Nándor, s. a. r. és kiad. Horváth Barnabás Dávid, Budapest, 2021. (Horváth Barna életműsorozata, 23.) 162, [1] p. ISBN 978-615-81662-4-9.
- Horváth Barna: Nagytiszteletű Közgyűlés! A Borsodi Református Egyházmegye és a Tiszáninneni Református Egyházkerület közgyűlésein elhangzott előadói jelentések (1967–1989). Borító: Határ Attila, tördelés: Balikó Nándor, s. a. r. és kiad. Horváth Barnabás Dávid, Budapest, 2021. (Horváth Barna életműsorozata, 22.) 279 p. ISBN 978-615-81662-3-2.
- Horváth Barna: Missziói munkatervek. Igrici, Gelej, Alacska, Sajószentpéter (1965–1996). Borító: Határ Attila, tördelés: Balikó Nándor, s. a. r. és kiad. Horváth Barnabás Dávid, Budapest, 2021. (Horváth Barna életműsorozata, 21.) 231 p. ISBN 978-615-81662-2-5.
- Zsille Ákos: Posztmodern gésa. Versek 1992–1993, 2019–2020. Szerk. Perjéssy-Horváth Barnabás, tervezte, ill. Gregor Droste, ajánlószöveg Janig Péter, magánkiadás, Budapest, 2020. 149, [6] p. ISBN 978-615-00-8341-4.
- Horváth Barna: Papi dolgozatok. A lelkészképesítő vizsgákra készült értekezések. 1959–1960. Borító: Határ Attila, tördelés: Balikó Nándor, szerk. és kiad. Horváth Barnabás Dávid, Budapest, 2020. (Horváth Barna életműsorozata, 20.) 380, [3] p. ISBN 978-615-81662-1-8.
- Horváth Barna: Szívünk gondolata. Válogatott bibliai magyarázatok. Borító: Határ Attila, tördelés: Balikó Nándor, s. a. r. és kiad. Horváth Barnabás Dávid, Budapest, 2020. (Horváth Barna életműsorozata, 19.) 381 p. ISBN 978-615-81662-0-1.
- Horváth Barna: Ötvenöt év a szószéken. Válogatott prédikációk, igemagyarázatok, szolgálatok. VI. kötet. 2000–2009. Borító: Határ Attila, tördelés: Balikó Nándor, s. a. r. és kiad. Horváth Barnabás Dávid, Budapest, 2020. (Horváth Barna életműsorozata, 18.) 485 p. ISBN 978-615-80772-9-3.
- Horváth Barna: Ötvenöt év a szószéken. Válogatott prédikációk, igemagyarázatok, szolgálatok. V. kötet. 1995–1999. Borító: Határ Attila, tördelés: Balikó Nándor, s. a. r. és kiad. Horváth Barnabás Dávid, Budapest, 2020. (Horváth Barna életműsorozata, 17.) 412 p. ISBN 978-615-80772-8-6.
- Horváth Barna: Ötvenöt év a szószéken. Válogatott prédikációk, igemagyarázatok, szolgálatok. IV. kötet. 1989–1994. Borító: Határ Attila, tördelés: Balikó Nándor, s. a. r. és kiad. Horváth Barnabás Dávid, Budapest, 2020. (Horváth Barna életműsorozata, 16.) 437 p. ISBN 978-615-80772-7-9.
- Horváth Barna: Ötvenöt év a szószéken. Válogatott prédikációk, igemagyarázatok, szolgálatok. III. kötet. 1976–1988. Borító: Határ Attila, tördelés: Balikó Nándor, s. a. r. és kiad. Horváth Barnabás Dávid, Budapest, 2020. (Horváth Barna életműsorozata, 15.) 485 p. ISBN 978-615-80772-6-2.
- Horváth Barna: Ötvenöt év a szószéken. Válogatott prédikációk, igemagyarázatok, szolgálatok. II. kötet. 1964–1975. Borító: Határ Attila, tördelés: Balikó Nándor, s. a. r. és kiad. Horváth Barnabás Dávid, Budapest, 2019. (Horváth Barna életműsorozata, 14.) 433 p. ISBN 978-615-80772-5-5.
- Horváth Barna: Ötvenöt év a szószéken. Válogatott prédikációk, igemagyarázatok, szolgálatok. I. kötet. 1954–1963. Borító: Határ Attila, tördelés: Balikó Nándor, s. a. r. és kiad. Horváth Barnabás Dávid, Budapest, 2019. (Horváth Barna életműsorozata, 13.) 389 p. ISBN 978-615-80772-4-8.
- Horváth Barna: Irodalom a templomban. Református egyházi ünnepségek műsorai. Borító: Kötél Kinga, tördelés: Balikó Nándor, szerk. és kiad. Horváth Barnabás Dávid, Budapest, 2018. (Horváth Barna életműsorozata, 12.) 370, [1] p. ISBN 978-615-80772-3-1.
- Horváth Barna: Lectori salutem. Simándy Pál, alias Gombos Ferenc író levelezése szülőfaluja lelkészével. Borító: Kötél Kinga, tördelés: Balikó Nándor, szerk. és kiad. Horváth Barnabás Dávid, Budapest, 2018. (Horváth Barna életműsorozata, 11.) 268, [1] p. ISBN 978-615-80772-2-4.
- Horváth Barna: Lelki nagykorúság. Tizenhárom előadás. Borító: Kötél Kinga, tördelés: Balikó Nándor, szerk. és kiad. Horváth Barnabás Dávid, Budapest, 2017. (Horváth Barna életműsorozata, 10.) 140, [1] p. ISBN 978-615-80772-1-7.
- Horváth Barna: Segítség. Irodalmi kaleidoszkóp. Borító: Kötél Kinga, tördelés: Balikó Nándor, szerk. és kiad. Horváth Barnabás Dávid, Budapest, 2017. Horváth Barna életműsorozata, 9.) 340, [3] p. ISBN 978-615-80772-0-0.
- Horváth Barna: Ökumenikus vizeken. Borító: Antal Pál Munkácsy-díjas grafikus, tördelés: Balikó Nándor, szerk. és kiad. Horváth Barnabás Dávid, Budapest, 2016. (Horváth Barna életműsorozata, 8.) 142, [1] p. ISBN 978-963-12-5896-7.
- Horváth Barna: Historia Domus. Hely- és egyháztörténeti írások. Borító: Antal Pál Munkácsy-díjas grafikus, tördelés: Balikó Nándor, szerk. és kiad. Horváth Barnabás Dávid, Budapest, 2016. (Horváth Barna életműsorozata, 7.) 291, [2] p. ISBN 978-963-12-4504-2.
- Horváth Barna: Egyenként és összesen. Válogatott újságcikkek. Borító: Antal Pál Munkácsy-díjas grafikus, tördelés: Balikó Nándor, szerk. és kiad. Horváth Barnabás Dávid, Budapest, 2015. (Horváth Barna életműsorozata, 6.) 324, [3] p. ISBN 978-963-12-1838-1.
- Horváth Barna: Emlékezni tilos. Borító: Antal Pál Munkácsy-díjas grafikus, tördelés: Szabó György István – Szabó Dávid Károly, szerk. Horváth Barnabás Dávid, AmfipressZ, Budapest, 2014. (Horváth Barna életműsorozata, 5.) 516 p. ISBN 978-963-8230-14-0.
- Horváth Barna: Presbiterek. Egyházismereti előadások. Borító: Kósa Dániel, tördelés: Balikó Nándor, szerk. és kiad. Horváth Barnabás Dávid, Budapest, 2014. (Horváth Barna életműsorozata, 4.) 161, [2] p. ISBN 978-963-08-8846-2.
- Horváth Barna: Koinónia. Teológiai tanulmányok. Borító: Kósa Dániel, tördelés: Balikó Nándor, szerk. és kiad. Horváth Barnabás Dávid, Budapest, 2013. (Horváth Barna életműsorozata, 3.) 236 p. ISBN 978-963-08-5878-6.
- Horváth Barna: Biblia az irodalomban. Borító (Antal Pál rajzának felhasználásával): Kósa Dániel, tördelés: Szabó György István – Szabó Dávid Károly, szerk. Horváth Barnabás Dávid, AmfipressZ, Budapest, 2012. (Horváth Barna életműsorozata, 2.) 334 p. ISBN 978-963-8230-13-3.
- Horváth Barna: Amerikából jöttünk. Adalékok a United Presbyterian Church (USA) és a Tiszáninneni Református Egyházkerület kapcsolatainak krónikájához. Borító: Kósa Dániel, tördelés: Szabó György István – Szabó Dávid Károly, szerk. Horváth Barnabás Dávid, AmfipressZ, Budapest, 2011. (Horváth Barna életműsorozata, 1.) 206 p. ISBN 978-963-8230-12-6.
- Eszmecsere. Magyarország szellemi újjáépítéséről, 2. Művészek, tudósok és politikusok a magyar kultúráról, oktatásról és tudományról. Előszó Balog Zoltán, fel. szerk. és előszó Molnár Mária, olvasószerk. Perjéssy-Horváth Barnabás, törd., grafika Bogárdi Szabó Eszter, Polgári Magyarországért Alapítvány, Praesens, Budapest, 2009. 138 p. ISSN 6060 1787 6060.
- Eszmecsere. Művészek, tudósok és politikusok a magyar kultúráról. Szerk. Molnár Mária, olvasószerk. Perjéssy-Horváth Barnabás, Polgári Magyarországért Alapítvány, Praesens, Budapest, 2008. 143, [3] p.
- Horváth Barna: Kegyeleti ügyelet. [Válogatott írások.] Szöv. gond. Horváth Barnabás Dávid, Borsod-gömöri egyházmegye, Sajószentpéter, 2001. 240 p. ISBN 963-00-7201-7
- Pannon enciklopédia, 2. [Tévéfilm a székesfehérvári Egyházmegyei Múzeumról.] Rendezte: Horváth Barnabás Dávid. Bemutató: Magyar Televízió 1., 1999.[17]
- Pannon enciklopédia, 1. [Tévéfilm a Szent Korona hazahozataláról.] Rendezte: Horváth Barnabás Dávid. Bemutató: Magyar Televízió 1., 1999.[18]
- Humor a hitben, avagy hit a humorban. [Tévéműsor.] Rendezte: Horváth Barnabás Dávid. Bemutató: Magyar Televízió 1., 1998.[19]
- Örök lakoma. Ritoók Zsigmond a régi görögökről. [Tévéfilm.] Rendezte: Horváth Barnabás Dávid. Bemutató: Magyar Televízió 1., 1998.[20]

## Díjai
A Debreceni Református Kollégium Szenci Molnár Albert-díja (2024).